# Omsk
Omsk [ómsk] (rusko Омск) je mesto na jugozahodu Sibirije v Rusiji. Je upravno središče Omske oblasti.